# 馬特·巴納罕
馬特·巴納罕（英語：Matt Banahan；1986年12月30日—）是一位英格蘭橄欖球運動員。他是英格蘭國家橄欖球隊的一員，代表英格蘭參加了2011年世界盃橄欖球賽。